# استفانیا
استفانیا (نام علمی: Stephania) نام یک سرده از گیاهان گلدار است که به تیره زاموریان تعلق دارد. این گیاه بومی نواحی جنوب و شرق آسیا و استرالزی است.